# Martín Couto
Martín Couto García (Montevideo, 1989) es un sociólogo y político uruguayo. Es integrante del Grupo Ir del Frente Amplio y actualmente se desempeña como diputado suplente en la Cámara de Representantes de Uruguay. Fue el primer parlamentario uruguayo en declararse abiertamente gay.

## Biografía
Nacido en Montevideo en 1989, pasó su infancia y adolescencia en el barrio Colón, donde cursó sus estudios secundarios en el Liceo N° 9 de dicho barrio. Realizó sus estudios superiores en sociología en la Universidad de la República, egresando en 2013.
En 2015 asumió como diputado suplente para la XLVIII Legislatura de la Cámara de Representantes de Uruguay.
En junio de 2017, Couto manifestó que era gay a través de una carta publicada en el diario La Diaria. De esta manera, se convirtió en el primer diputado y a la vez en el primer parlamentario uruguayo en declarar abiertamente su homosexualidad.
En octubre de 2018 dio uno de los discursos más destacados de la sesión en la que el Parlamento uruguayo aprobó la Ley Integral para Personas Trans. En su discurso, Couto defendió la aprobación de la ley, denunciando las diversas formas de violencia sufridas por la población trans.